# Mušići (gmina Kalinovik)
Mušići (cyr. Мушићи) – wieś w Bośni i Hercegowinie, w Republice Serbskiej, w gminie Kalinovik. W 2013 roku liczyła 7 mieszkańców.